# Villes de Corfou
Cet article contient une liste des villes et des villages de l'île de Corfou par ordre alphabétique et aussi suivant les régions. Cette liste n'est pas exhaustive.

## Suivant les régions

### Capitale
- Corfou (ville)

### Nord-est
| - Agios Stéfanos - Agni - Acharávi - Barbáti - Danilia - Dassiá - Gouviá - Kalámi - Kaminaki | - Kassiópi - Komméno - Kondokali - Kouloura - Nissaki - Pyrghi - Roda - Ýpsos |

### Nord-ouest
- Agios Stéfanos
- Aghiou Giorgiou
- Angelókastro
- Arillas
- Lákones
- Paleokastrítsa
- Perouládes
- Sidári

### Centre
| - Aghios Gordis - Benítses - Érmones - Gardiki - Gastourion - Glifada | - Messonghi - Mirtiotissa - Moraïtika - Pérama - Sinarádes - Vatos |

### Sud
- Aghios Giorgios
- Kavos
- Lefkimi
- Petrití
- Santa Barbara

## Par ordre alphabétique
| Aghios Giorgios Aghios Gordis Ágios Stéfanos Aghiou Giorgiou Agni Acharávi Angelókastro Arillas Barbáti Benítses Danilia | Dassiá Érmones Gardiki Gastourion Glifada Gouviá Kalámi Kaminaki Kassiópi Kavos Komméno | Kondokali Kouloura Lákones Lefkimi Messonghi Mirtiotissa Moraïtika Nissaki Paleokastrítsa Pérama Perouládes | Petrití Pyrghi Roda Santa Barbara Sidári Sinarádes Vatos Ýpsos |